# Jean-François Kornetzky
Jean-François Kornetzky est un footballeur français (gardien de but), né le 28 juillet 1982 à Wissembourg (Bas-Rhin).

## Palmarès
- Karlsruher SC
  - Champion de 2.Bundesliga en 2007.